# Mike Pejic
Mike (Mick) Pejic, född 25 januari 1950 i Chesterton, Staffordshire, England, är en engelsk före detta professionell fotbollsspelare med serbiskt påbrå.